# Maxilípedo

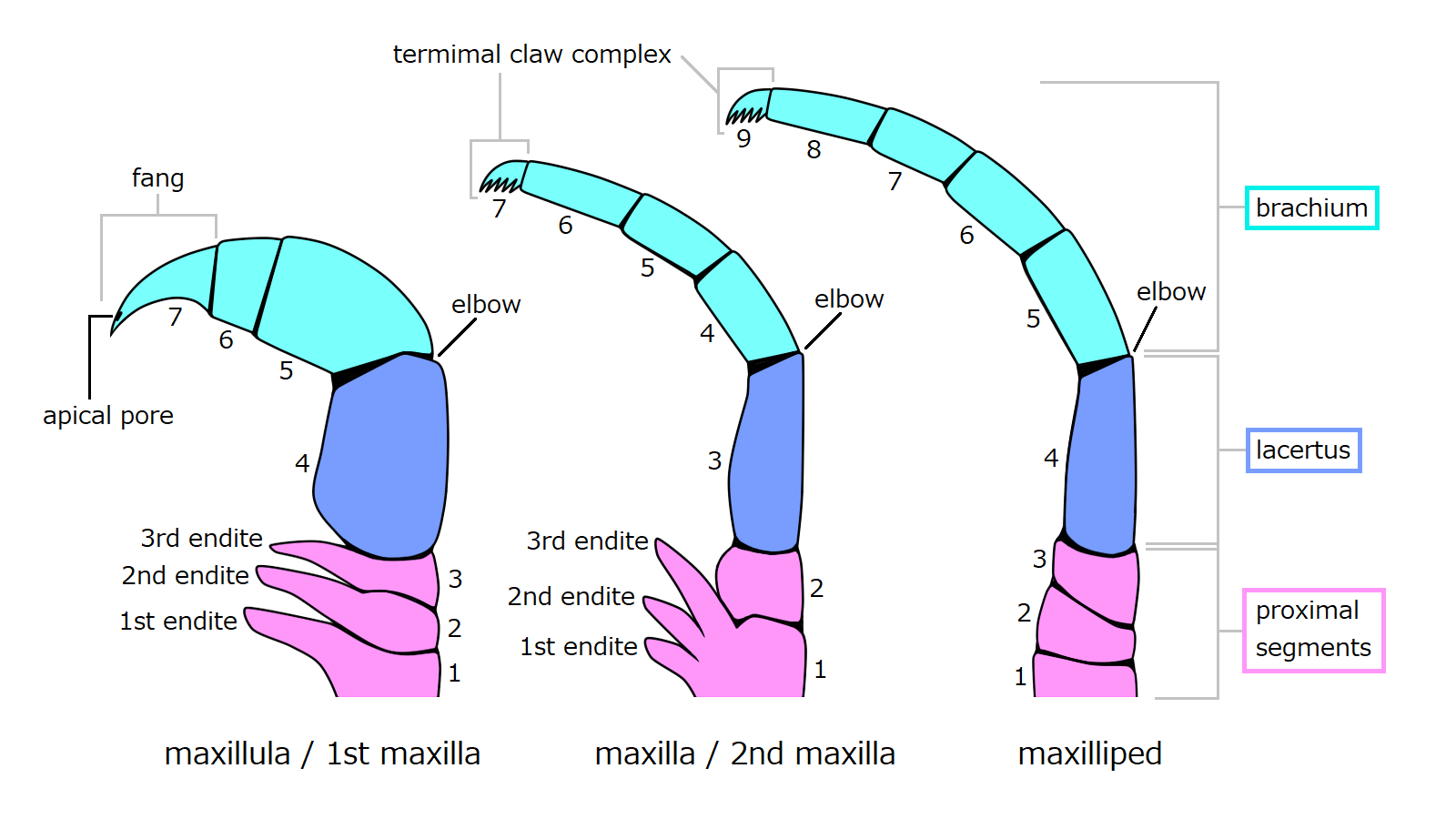
Morfología del maxilípedo junto a otros apéndices bucales en los crustáceos remípedos.

En la anatomía de los crustáceos, los maxilípedos son apéndices híbridos que presentan estructura birrámea. Se originan en segmentos torácicos anteriores y presentan características de apéndices locomotores y de alimentación.
Dentro de la gran diversidad de crustáceos en el proceso de cefalización, se incorpora a la cabeza las estructuras de los maxilípedos generando la pérdida de la función locomotora y de la función alimentaria que estas estructuras tienen, esta pérdida de los apéndices birrames (maxilípedos) es una innovación a causa de la reducción de las tagmas dentro del individuo, la cual permite la supervivencia de estos organismos.
Algunas clases de crustáceos son capaces de ser reconocidos por la cantidad de maxilípedos que estos tengan presentes.

## Clase Remipedia
Dentro de la clase Remipedia están presentes sólo un par de maxilípedos prensores mandibulados los cuales son útiles para la función de poder sujetar sus presas.

## Clase Malacostraca
En la clase malacostraca varía la cantidad de maxilípedos entre 0 y 3 pares, sin embargo, la formación de los primeros maxilípedos y la cabeza suelen ser derivados de los tres primeros tagmas.

## Maxilópodos
Las clases de maxilópodos poseen de 0 a 1 par de maxilípedos birrames  los cuales son derivados del sexto segmento cefálico, el cual ha modificado apéndices locomotores transformándolos en los maxilipedos.

## Funciones

### Alimentación
Los decápodos usan sus largas setas presentes en el primer o tercer par de maxilípedos para llevar el alimento suspendido hacia el aparato mandibular.

### Ventilación
Los crustáceos cavadores utilizan las densas setas de los maxilípedos, así como otras estructuras, para redirigir el flujo de agua de la parte anterior a la posterior. Esto les permite filtrar el agua dos veces evitando la entrada de arena.